# Microserica strigata
Microserica strigata är en skalbaggsart som beskrevs av Brenske 1899. Microserica strigata ingår i släktet Microserica och familjen Melolonthidae. Inga underarter finns listade i Catalogue of Life.